# Maestría en Administración de Empresas
Una Maestría en Administración de Empresas, Maestría en Administración de Negocios o Máster en Administración y Dirección de Empresas (en inglés, Master of Business Administration; abreviado MBA) es un título académico de maestría, y por lo tanto de postgrado, en negocios. En general, el primer año de un MBA está orientado a entrenar en el conocimiento del contexto empresarial y las tareas operativas de la empresa. El segundo año, es más especializado y busca capacitar en temas económicos y administrativos. Existen variaciones en el formato de dichos programas en cuanto a su duración, contenido y método de enseñanza. Mientras que la duración puede variar de 1 a 3 años, los másteres universitarios oficiales tienen una duración de dos años, mientras que existen diferentes ofertas de titulaciones propias de instituciones académicas privadas además de las universidades.

## Historia
La escuela de negocios más antigua es la ESCP Business School, fundada en 1819 por el famoso economista Jean-Baptiste Say.
En Estados Unidos, la primera sería más adelante The Wharton School de la Universidad de Pensilvania, establecida en 1881 a través de una donación de Joseph Wharton [4]. En 1900, la Tuck School of Business fue fundada en Dartmouth College otorgando el primer título avanzado en negocios, específicamente, una Maestría en Ciencias en Comercio, el predecesor del MBA.
La Escuela de Negocios Harvard estableció el primer programa de MBA en 1908, con 15 miembros de la facultad, 33 estudiantes regulares y 47 estudiantes especiales. Su plan de estudios de primer año se basó en la gestión científica de Frederick Winslow Taylor. El número de estudiantes de MBA en Harvard aumentó rápidamente, de 80 en 1908, más de 300 en 1920 y 1.070 en 1930. En esos tiempos, solo las universidades estadounidenses ofrecían MBA. En otros países prefirieron que las personas aprendan negocios con la experiencia del mismo trabajo.
En el mundo de habla hispana, el primer programa de Maestría en Administración de Negocios fue lanzado por ESAN- Escuela de Administración de Negocios para Graduados, en el año 1963, en Lima Perú, bajo la dirección de la Escuela de Negocios para Graduados de la Universidad de Stanford, Estados Unidos. Siendo la Agencia de los Estados Unidos para el Desarrollo Internacional, a pedido del expresidente John F. Kennedy, la que organiza a las principales escuelas de negocios de los Estados Unidos para estudiar y explorar las posibilidades de desarrollar proyectos de educación gerencial en América Latina. Es así como el 25 de julio de 1963, se funda la Escuela de Administración de Negocios para Graduados -ESAN, en el marco de un convenio entre los gobiernos del Perú y de los Estados Unidos para brindar el programa de Maestría en administración de Negocios para postulantes interesado de toda América Latina.

## En qué consiste un MBA
Un Master MBA busca, en concreto, que el estudiante acabe estando en disposición de desenvolverse con soltura y éxito en un entorno muy competitivo y cambiante. Que sepa gestionar una empresa (total o parcialmente) sabiendo adaptar sus estrategias a las condiciones del mercado y de la competencia.
Por ello, un MBA busca fortalecer conocimientos y habilidades directivas, conocer y dominar técnicas de gestión y funcionalidad interna de una empresa.
Por su parte, se le dedican esfuerzos a conocer en profundidad el entorno empresarial, tanto a nivel de competencia como de nuevas tendencias. 
Un plan de estudios suele incluir, con el fin de garantizar un sólido recorrido profesional para el estudiante, asignaturas en las siguientes ramas:
- Estrategia de empresa
- Marketing
- Recursos humanos
- Gestión del capital humano
- Finanzas y contabilidad
- Emprendimiento
- Etc.

Un estudiante de un master MBA deberá afrontar todas estas temáticas asistiendo a clase o bien realizando el curso a distancia, pero en todo caso realizando trabajos y prácticas tanto individuales como en grupo, descubriendo y analizando casos de éxito y de fracaso empresarial y, por tanto, tratando directamente con la realidad económica y empresarial.

## Master MBA: modalidades y tiempos
Existe una modalidad para gente con mayor experiencia empresarial llamado MBA Ejecutivo  y que generalmente se estudia a tiempo parcial, con una duración de 2 años y que se compagina con la carga laboral. También existen modelos formativos de MBA junior donde la principal característica es la juventud e inexperiencia laboral de sus estudiantes.
- Tiempo parcial: Se realiza el máster unos pocos días a la semana; el resto del día se trabaja.
- Tiempo completo: Dedicación académica exclusiva no compatible con horario laboral.
- Fines de semana: Normalmente los viernes por la tarde y los sábados todo el día. Suele ser compatible con la jornada laboral.

La nueva tendencia de cursos en línea masivos gratuitos MOOC ha pasado de ser un riesgo a convertirse en una gran oportunidad para universidades como Harvard o Wharton que obtienen cerca del 26% de sus ingresos de las escuelas de negocios y están usando los MOOC para atraer a miles de estudiantes a sus clases en línea de administración muchos de quienes optan por continuar sus estudios formales con dichas universidades u otras que ofrezcan  el master en modalidad En línea.
Las ventajas de los estudios MBA Online coinciden con las necesidades de muchos estudiantes. Y es que para la realización de un máster es necesario invertir un gran tiempo y, si se tiene en cuenta la carga laboral u otras obligaciones, muchos futuros alumnos no podrían comenzar o terminar sus estudios. Por ello, la principal ventaja de los MBA en línea es la flexibilidad, pudiendo organizar los tiempos de estudio compatibilizándolos con el trabajo u otras actividades. Esto también puede facilitar el retorno de la inversión, ya que permite mantener ingresos estables mientras se estudia, optimizando el impacto económico del programa, aunque se tengan que sacrificar los grandes beneficios que ofrece el Networking de la modalidad presencial.
Muchos programas de MBA permiten a los estudiantes especializarse o concentrarse en un área (gestión financiera, marketing, logística, negocios sustentables, recursos humanos, emprendimiento, administración en salud, hostelería, etc.).
En administración de empresas se habla de la Triple Corona cuando una escuela de negocios es acreditada por las tres asociaciones internacionales de acreditación más influyentes:
- Association to Advance Collegiate Schools of Business (AACSB) - en Estados Unidos (Ente oficial de homologación de escuelas de Negocios para América)
- Asociación de MBA (AMBA) - en Londres. (Asociación internacional y especializada de MBAs)
- European Quality Improvement System (EQUIS) - en Bruselas. (Ente oficial de homologación de escuelas de Negocios para Europa)

La gran mayoría de estas escuelas triple accreditadas se situadas en Europa (70 instituciones), predominando en el Reino Unido y Francia.
Pese a que han proliferado mal llamados MBA en diversas universidades en línea o presenciales, y con dudoso reconocimiento, la única forma de reconocer un verdadero programa MBA homologado y acreditado es a través de las tres entidades oficiales antes citadas.
Los Master MBA se caracterizan por cargar tarifas sustancialmente altas. Sus precios oscilan entre los 20.000 y los 30.000 euros al año, pero pueden llegar a sobrepasar los 90.000 euros como en el caso de INSEAD.